# Луиджи Алва
Луиджи Алва (на испански: Luigi Alva) е перуански оперен певец, лежерен тенор.
Роден е на 10 април 1927 г.
Алва е най-добрият изпълнител за всички времена на партиите на граф Алмавива от операта „Севилският бръснар“, на Дон Отавио от операта „Дон Жуан“ и на Неморино от операта „Любовен еликсир“.
Преподавател е в студията на Миланската „Скала“ и директор на операта в град Лима, столицата на Перу. Живее в Милано.